# Hetvehely megállóhely
Hetvehely megállóhely egy Baranya vármegyei vasúti megállóhely Hetvehely településen, a MÁV üzemeltetésében. A község belterületének délkeleti peremén helyezkedik el, nem messze a 6601-es és a 6605-ös utak találkozásától, közvetlenül ez utóbbi út vasúti keresztezése mellett.

## Vasútvonalak
A megállóhelyet az alábbi vasútvonalak érintik:
- Budapest–Pécs-vasútvonal

## Kapcsolódó állomások
A megállóhelyhez az alábbi állomások vannak a legközelebb:
- Abaliget vasútállomás (Budapest–Pécs-vasútvonal)
- Bükkösd vasútállomás (Budapest–Pécs-vasútvonal)

## Forgalom
| Járat        | Útvonal | Gyakoriság |
| ------------ | --- | ---------- |
| személyvonat | Dombóvár – Kaposszekcső – Vásárosdombó – Sásd – Godisa – Szatina-Kishajmás – Abaliget – Hetvehely – Bükkösd – Cserdi-Helesfa – Szentlőrinc – Bicsérd – Mecsekalja-Cserkút – Pécs | 2 óránként |